# Jefferson Pérez
Jefferson Leonardo Pérez Quezada (Cuenca, 1 juli 1974) is een voormalige Ecuadoraanse atleet, die was gespecialiseerd in het snelwandelen. Hij werd olympisch kampioen en driemaal wereldkampioen op het onderdeel 20 km snelwandelen. In deze discipline had hij van 2003 tot 2007 ook het wereldrecord in handen. Hij nam vijfmaal deel aan de Olympische Spelen, te beginnen in 1992.

## Loopbaan

### Eerste olympische medaille ooit
In 1996 won Pérez op de Olympische Spelen van Atlanta goud op de 20 km snelwandelen. Het was de eerste olympische medaille ooit voor een atleet uit Ecuador. Met een tijd van 1:20.07 eindigde hij voor de Rus Ilja Markov (zilver; 1:20.16) en de Mexicaan Bernardo Segura (brons; 1:20.23). Perez had zich acht maanden volledig gericht op de Olympische Spelen. "Mijn vader is gestorven en mijn moeder kan niet meer werken. We hebben het thuis niet breed, maar we kunnen ook toe met weinig luxe", zei hij na zijn overwinning tegen de internationale pers. Na het winnen van zijn titel kondigde Pérez meteen aan als bedevaart een voettocht van 459 kilometer te zullen maken van Quito naar zijn geboorteplaats Cuenca. Hij voltooide de tocht in achttien dagen.

### Drievoudige wereldkampioen
Pérez werd ook vierde op de 20 km snelwandelen tijdens de Olympische Spelen van 2000 in Sydney en de Olympische Spelen van 2004 in Athene. Pérez werd driemaal wereldkampioen: in 2003 (Parijs), 2005 (Helsinki) en 2007 (Osaka). Hij was de eerste atleet in de geschiedenis die de 20 km-race driemaal op rij won.
Bij het wereldkampioenschap in 1999 (Sevilla) won hij zilver. Tijdens het WK van 2003 in Parijs vestigde hij met 1:17.21 een nieuw wereldrecord. Zijn record werd op 29 september 2007 door Vladimir Kanajkin verbeterd.
Op de wereldkampioenschappen van 2007 in Osaka werd de 20 km snelwandelwedstrijd in tropische omstandigheden gelopen. Pérez won in 1:22.20, maar klapte na de finish als gevolg van een acute krampaanval in elkaar. "Ik wist dat het ook al tijdens de race fout kon gaan. Ik had voor mezelf een soort 'zelfmoordstrategie' in deze hitte uitgedacht. Mijn hele lichaam deed aan de streep pijn. Gelukkig ging het pas mis na de finish."
Bij de Olympische Spelen van 2008 in Peking haalde Pérez, twaalf jaar na zijn olympische titel, weer het podium, door achter de Rus Valeri Bortsjin (goud) het zilver voor zich op te eisen in 1:19.15.

### Afscheid
Voorafgaand aan de finale van de IAAF Race Walking Challenge, waarmee op 21 september 2008 in het Spaanse Murcia het internationale snelwandelcircuit werd afgesloten, kondigde Jefferson Pérez zijn afscheid aan van de snelwandelsport. "Mijn hart zegt mij door te gaan, maar mijn lichaam kan nog weer vier jaar hard werken niet aan", zo verklaarde hij op de persconferentie die daags voor de wedstrijd werd gehouden. "Er is een uitdrukking in ons land: 'Als je beroemd bent, kun je naar bed gaan'. Zo ben ik niet. Dit is de start van mijn sportwerk met kinderen en andere belangrijke projecten."
Het afscheid van Pérez leidde op de dag van de wedstrijd tot chaotische taferelen aan de finish, waar hij door vele uitzinnige landgenoten op het parcours wordt omhelst. Daardoor konden ten minste twee andere wandelaars de finish niet bereiken.

## Titels
- Olympisch kampioen 20 km snelwandelen - 1996
- Wereldkampioen 20 km snelwandelen - 2003, 2005, 2007
- Wereldkampioen junioren 10.000 m snelwandelen - 1992
- Ibero-Amerikaans kampioen 20 km snelwandelen - 2002
- Zuid-Amerikaans kampioen 20.000 m snelwandelen - 2005
- Zuid-Amerikaans kampioen 20 km snelwandelen - 1993
- Zuid-Amerikaans jeugdkampioen 5000 m snelwandelen - 1990
- Pan-Amerikaans jeugdkampioen 10.000 m snelwandelen - 1993

## Persoonlijke records
Baan
| Onderdeel             | Prestatie | Datum        | Plaats   |
| --------------------- | --------- | ------------ | -------- |
| 5000 m snelwandelen   | 18.46,08  | 5 mei 2007   | Xalapa   |
| 10.000 m snelwandelen | 39.50,73  | 15 juli 1993 | Winnipeg |
| 1 uur snelwandelen    | 14,510 m  | 6 mei 2000   | Bergen   |
| 20.000 m snelwandelen | 1:20.54,9 | 5 juli 2008  | Cali     |

Weg
| Onderdeel          | Prestatie       | Datum            | Plaats |
| ------------------ | --------------- | ---------------- | ------ |
| 10 km snelwandelen | 38.24           | 8 juni 2002      | Krakau |
| 20 km snelwandelen | 1:17.21 (ex-WR) | 23 augustus 2003 | Parijs |
| 50 km snelwandelen | 3:53.04         | 27 augustus 2004 | Athene |

## Palmares

### 5000 m snelwandelen
- 1991: 10e WK indoor - 20.20,05

### 10.000 m snelwandelen

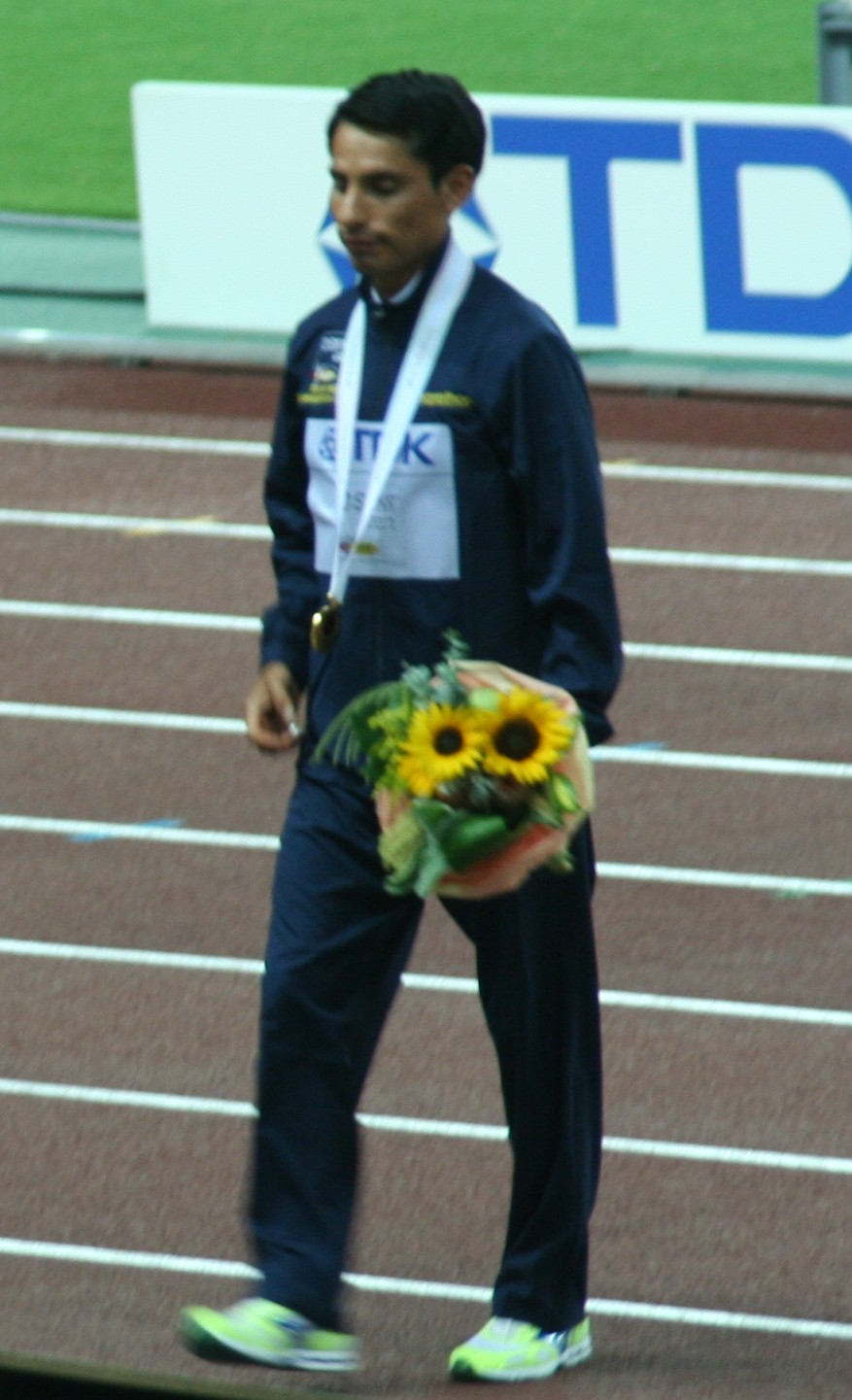
Derde wereldtitel in Osaka 2007

- 1990:  WK U20 - 40.08,23
- 1992:  WK U20 - 40.42,66

### 20 km snelwandelen
- 1995: 33e WK - 1:34.20
- 1996:  OS - 1:20.07
- 1997:  Wereldbeker - 1:18.24
- 1997: 14e WK - 1:24.46
- 1999:  WK - 1:24.19
- 2000: 4e OS - 1:20.18
- 2001: 8e WK - 1:22.20
- 2002:  Wereldbeker - 1:21.26
- 2003:  WK - 1:17.21 (WR)
- 2004:  Wereldbeker - 1:18.42
- 2004: 4e OS - 1:20.38
- 2005:  WK - 1:18.35
- 2006:  Zuid-Afrikaanse kamp. - 1:26.57
- 2006:  Wereldbeker - 1:19.08
- 2007:  WK - 1:22.20
- 2008:  OS - 1:19.15

### 50 km snelwandelen
- 2004: 12e OS - 3:53.04

1956: Leonid Spirin ·
1960: Volodymyr Holoebnytsjy ·
1964: Ken Matthews ·
1968: Volodymyr Holoebnytsjy ·
1972: Peter Frenkel ·
1976: Daniel Bautista ·
1980: Maurizio Damilano ·
1984: Ernesto Canto ·
1988: Jozef Pribilinec ·
1992: Daniel Plaza ·
1996: Jefferson Pérez ·
2000: Robert Korzeniowski ·
2004: Ivano Brugnetti ·
2008: Valeri Bortsjin ·
2012: Chen Ding ·
2016: Wang Zhen ·
2020: Massimo Stano ·
2024: Brian Pintado
1983: Ernesto Canto · 
1987: Maurizio Damilano · 
1991: Maurizio Damilano · 
1993: Valentí Massana · 
1995: Michele Didoni · 
1997: Daniel García · 
1999: Ilja Markov · 
2001: Roman Rasskazov · 
2003: Jefferson Pérez · 
2005: Jefferson Pérez · 
2007: Jefferson Pérez ·
2009: Valeri Bortsjin ·
2011: Valeri Bortsjin ·
2013: Aleksandr Ivanov ·
2015: Miguel Ángel López ·
2017: Éider Arévalo ·
2019: Toshikazu Yamanishi ·
2022: Toshikazu Yamanishi ·
2023: Álvaro Martín
- World Athletics: 14167607
- Library of Congress Control Number: n2008014796
- Virtual International Authority File: 14237029
- WorldCat: E39PBJycKhwtpmV4QYyTV3WCcP